# Trifolium semipilosum
Trifolium semipilosum är en ärtväxtart som beskrevs av Johann Baptist Georg Wolfgang Fresenius. Trifolium semipilosum ingår i släktet klövrar, och familjen ärtväxter. Inga underarter finns listade i Catalogue of Life.